# Größnitz
Größnitz este o comună din landul Saxonia-Anhalt, Germania.